# Adolf Friedrich Stenzler
 (juin 2020).
Adolf Friedrich Stenzler, né le 9 juillet 1807 à Wolgast (Poméranie suédoise) et mort le 27 février 1887 à Breslau, est un indologue prussien.